# Hopliopsis rufula
Hopliopsis rufula är en skalbaggsart som beskrevs av Marc Lacroix 1998. Hopliopsis rufula ingår i släktet Hopliopsis och familjen Melolonthidae. Inga underarter finns listade i Catalogue of Life.